# Aspidoras psammatides
Aspidoras psammatides es una especie de pez de la familia Callichthyidae en el orden de los Siluriformes.

## Morfología
• Los machos pueden llegar alcanzar los 3,1 cm de longitud total.

## Distribución geográfica
Se encuentran en Sudamérica: Brasil. (Cuenca del río Paraguaçu)